# استان هوانگهه
استان هوانگهه (کره‌ای: 황해도; هانجا: 黃海道) یکی از هشت استان کره در دوران پادشاهی چوسون بوده‌است. .